# フリードリッヒ・フォン・シュトルーベ

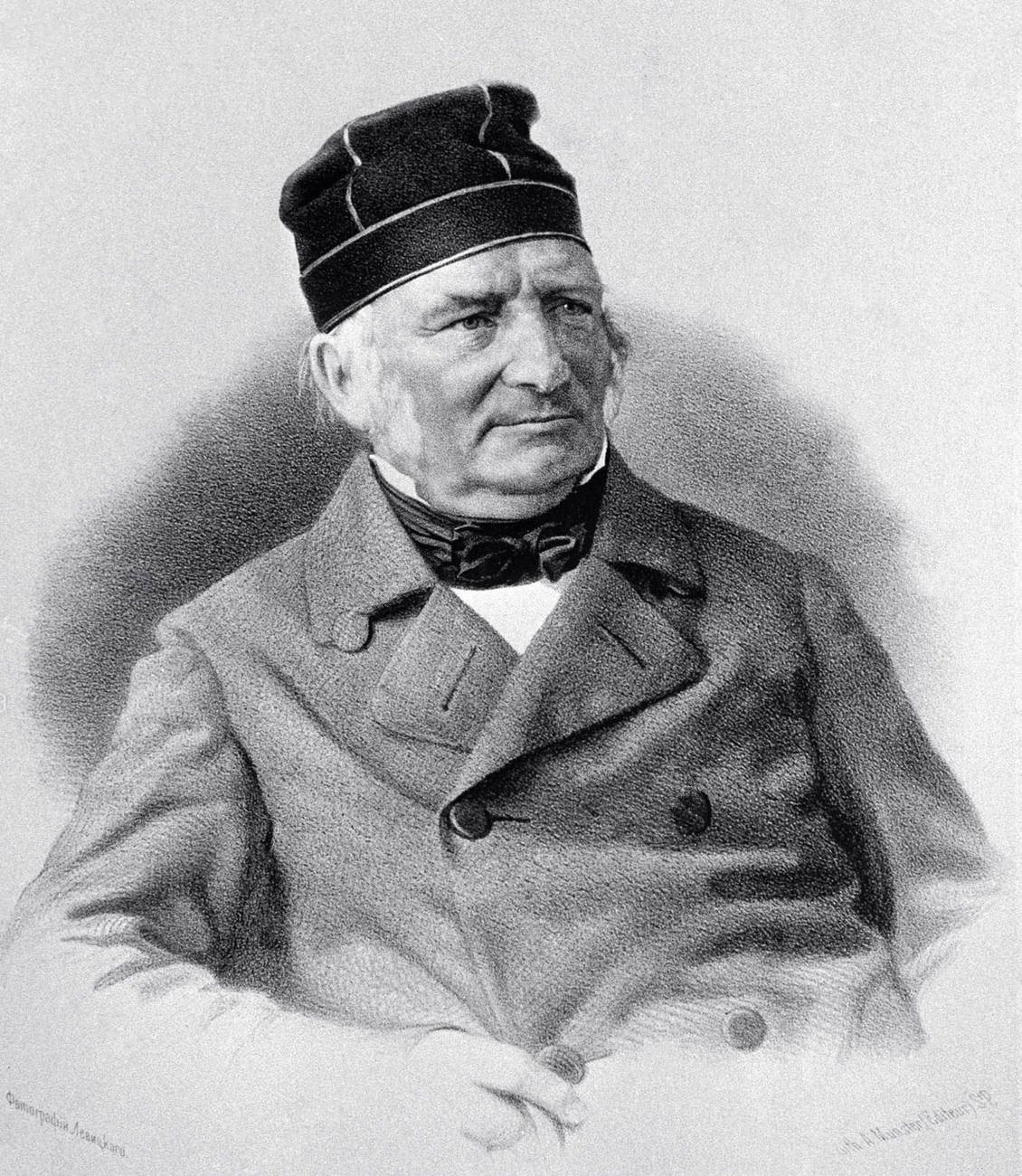
Friedrich Georg Wilhelm von Struve (1793-1864)

フリードリッヒ・ゲオルク・ヴィルヘルム・フォン・シュトルーベ（ドイツ語: Friedrich Georg Wilhelm von Struve、ロシア語: Василий Яковлевич Струве、1793年4月15日 – 1864年11月23日、ユリウス暦11月11日）は、ドイツ系ロシア人の天文学者である。シュトルーベ家は4代に渡ってロシア・ドイツ・アメリカ合衆国で活躍した天文学者を輩出した。

## 生涯
現在はドイツ、ハンブルク市の一部となっている、当時デンマーク領のアルトナに生まれた。1808年に現在のエストニア、当時はロシア帝国のタルトゥ大学で学んだ。1813年から1820年の間、タルトゥ天文台で働き、1820年には所長となった。1839年まで同天文台で二重星の研究と測地学の研究を行い、その後サンクトペテルブルク近郊に新しく造られたプルコヴォ天文台の所長を務めた。1826年に王立天文学会ゴールドメダルを受賞。1827年ロイヤル・メダルを受賞し、王立協会フェロー選出。
長年の二重星の観測では、ウィリアム・ハーシェル、ジョン・ハーシェル、ジェームズ・サウスらの観測をしのぐ成果をあげた。2714組の連星の公転によるゆっくりした位置の変化を精密に測定し、1837年に「二重星および多重星の精密測定」"Stellarum duplicium et multiplicium mensurae micrometricae per magnum Fraunhoferi tubum annis a 1824 ad 1837 in specula Dorpatensi institutae" として発表した。1843年に光行差の量を測定し、恒星の年周視差の測定ではフリードリッヒ・ベッセルに先んじられたが、同じ1837年にベガの年周視差の測定に成功した。
測地学においては、「シュトルーヴェの測地弧」と呼ばれる、ノルウェーのハンメルフェストから黒海に程近いスタラ・ネクラシウカに至る約2,820 kmにわたる子午線弧長の測量のための三角点群の整備を主導した。観測点の一部は、2005年にユネスコの世界遺産に登録されている。
小惑星シュトルーヴィーナはシュトルーベ家に因んで命名された。